# Tipula (Savtshenkia) limbata
Tipula (Savtshenkia) limbata is een tweevleugelige uit de familie langpootmuggen (Tipulidae). De soort komt voor in het Palearctisch gebied.